# Čertova skála (přírodní rezervace)
Čertova skála je přírodní rezervace nacházející se v okrese Rakovník na levém břehu Berounky a je součástí Chráněné krajinné oblasti Křivoklátsko. Přírodní rezervace vznikla proto, že zde byl objeven masivní odkryv spilitových polštářových láv, jejichž původ se datuje do období českých starohor, a dále pak zejména z důvodu výskytu teplomilných rostlinných společenstev skal a stepí. Čertova skála byla vyhlášena přírodní rezervací 27. října 1949 vyhláškou čj. 14.737/49.

## Lokalita
Čertova skála se nachází na katastrálním území Hracholusky nad Berounkou na levém břehu řeky Berounky mezi Týřovicemi (přibližně 2 km severozápadně směrem od Čertovy skály) a Nezabudicemi, 4 km severovýchodně od Skryjí a 10 km jihozápadně od Křivoklátu v okrese Rakovník. Přístup je možný ze silnice, která vede přímo podél řeky Berounky a dále i na vrchol, kde se nachází vyhlídka s výhledem do okolí přírodní rezervace.

## Pověst o Čertově skále

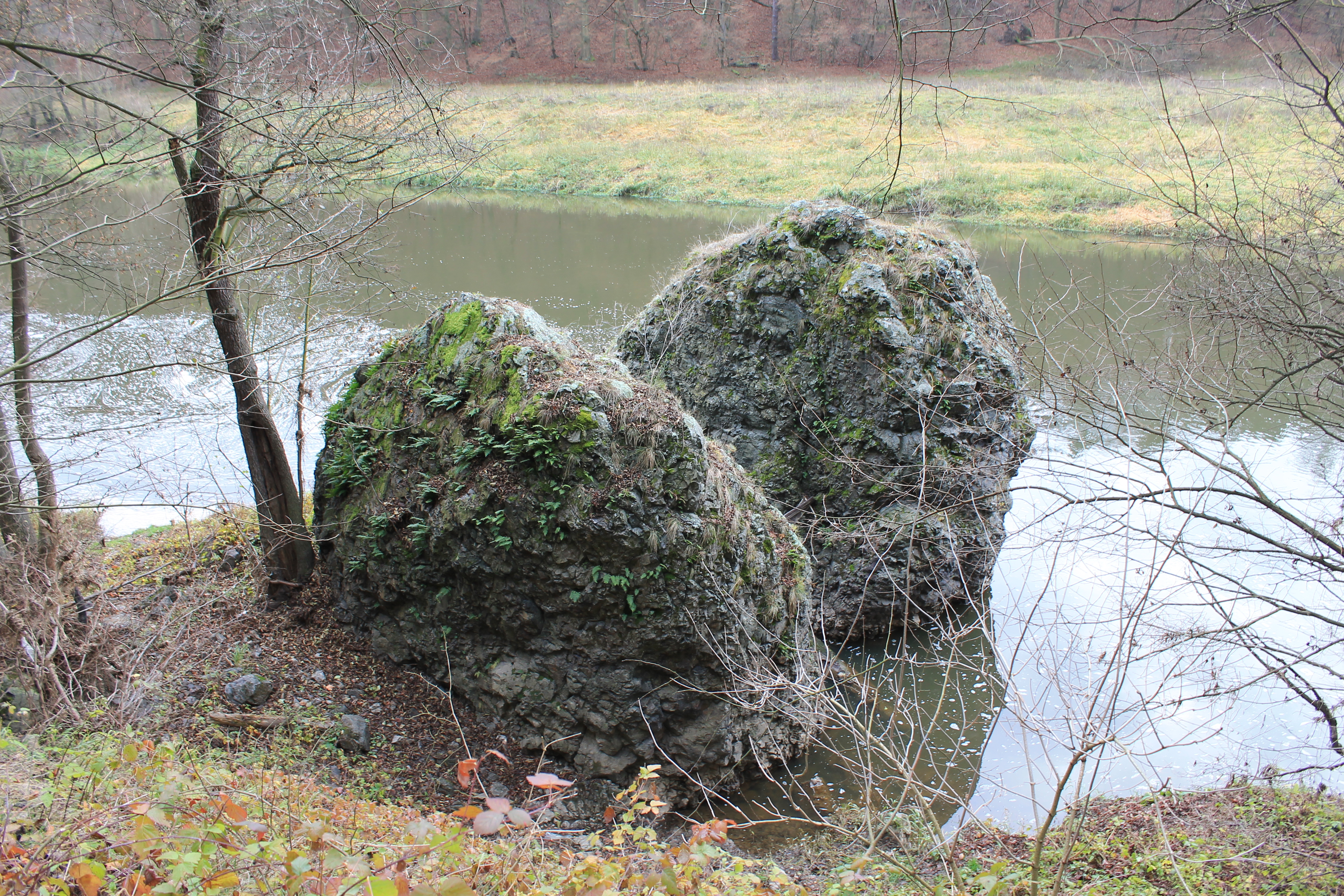
Dva pilíře, jež jsou zmiňované v pověsti o Čertově skále

K Čertově skále se váže pověst o rybáři, jenž žil se svojí krásnou dcerou v Kouřimecké rybárně, která vystupuje v povídkách Oty Pavla. Rybář slíbil čertovi svoji dceru za to, když do rána postaví most přes řeku Berounku, a než zakokrhá kohout. Rybář jej při práci pozoroval z protějšího Čertova luhu – když však zahlédl, že čertova práce rychle pokračuje, a že má již postavený předpolí a dva pilíře, dostal strach. Proto běžet pro lucernu, kterou postavil doprostřed kurníku, a překvapený kohout tak zakokrhal. Čert následně zmizel, ale zbyl tu po něm rozestavěný most.

## Přírodní poměry

### Geologie
Geologicky se oblast řadí do Barrandienu, geograficky na rozhraní Křivoklátské vrchoviny a Plaské pahorkatiny. Z petrografického hlediska se jedná o horninu čedičového typu, která vznikla před 600 miliony lety ve svrchním protezoiku.
Skalní útvar je tvořen spility (protezoické vulkanity) s jejich pyrosklastiky a s nimi sdruženými brekciemi. Jeho podklad je součástí souvrství neoprotezoických hornin. Původně byly tyto spility bazaltového typu, avšak následkem přeměn způsobených hydrotermálními roztoky došlo ke změně jejich minerálního složení. Na některých částech skály se vyskytují odkryvy spilitů, které vznikly výlevy lávy na podmořském dnu, kde se tento proud rozpadal do kulových a polštářových útvarů, jehož mezery byly vyplněny vulkanickým sklem a tufitickým materiálem. Vlivem podmořských podmínek tuhla láva na některých místech rychleji než v jejich centrech a vytvářela tak tyto polštářové útvary, které jsou odolnější vůči korozi než stejně staré droby či břidlice. Příkrovy na mořském dnu dosahovaly rozměrů až několik desítek metrů.
V jižní části Čertovy skály jsou holocenní náplavy tvořené hlavně štěrkopískem o mocnosti až 10m. Vyskytují se zde také půdy typu ranker, místy pararendziny a na hlubších zvětralinách živé hnědé půdy. Jižní svahy mají také povětšinou několikacentimetrovou vrstvu půdy s určitým podílem skeletu.
Čertova skála se skládá z několika kolmo vystupujících stěn a tvoří tak nejmohutnější přirozený skalní stěnu tvořenou spility a celém Českém masivu.

### Flora
Na skalních útvarech můžeme nalézt fragmenty reliktních borů a acidofilní rozvolněné doubravy, na mírnějších útvarech černýšové dubohabřiny a ve vlhkých žlabech suťové javořiny. Převážnou část Čertovy skály pokrývají habrovité a zakrslé doubravy.
Na skalních stepích nalezneme teplomilné druhy rostlin, jako jsou koniklec luční (Pulsatilla pratensis), tařice skalní (Aurinia saxatilis), kostřava walliská (Festuca valesiaca), bělozářka větvitá (Anthericum ramosum), rozrazil klasnatý (Pseudolysimachion spicatum), kavyl Ivanův (Stipa pennata), bělozářka liliovitá (Anthericum liliago), třemdava bílá (Dictamnus albus), hvězdnice chlumní (Aster amellus), atd. Tyto stepi jsou také ideální místo pro růst skalniček, jako jsou netřesky (Sempervivum), rozchodníky (Sedum) a lomikameny (Saxifraga). Můžeme zde také nalézt ve stinných spárách kapradinku skalní (Woodsia ilvensis).
Na temenní části se vyskytují společenstva tařice skalní (Aurinia saxatilis), tařice horské (Alyssum montanum), svízelu sivého (Galium glaucum), česneku horského (Allium montanum), sleziníků (Asplenium), kostřavy sivé (Festuca pallens) a rozchodníku bílého (Sedum album).
Přechody mezi skalními útvary jsou znatelné dle bylinného zastoupení, např. kakostem krvavým (Geranium sanguineum).
Dále se zde vyskytují křoviny, ve kterých nalezneme kokořík vonný (Polygonatum odoratum), hvězdnici chlumní (Aster amellus), řimbabu chocholičnatou (Pyrethrum corymbosum), zvonek kopřivolistý (Campanula trachelium) či tolitu lékařskou (Vincetoxicum hirundinaria).
V údolí blíže k Berounce se vyskytují olšiny, kde roste také měsíčnice vytrvalá (Lunaria rediviva).
Silné ohrožení je u koniklece lučního českého (Pulsatilla pratensis) a okotice červené (Cephalanthera rubra). A ohrožení u Kavylu Ivanova (Stipa pennata), tařice skalní (Aurinia saxatilis), hvězdnice chlumní (Aster amellus), bělozářky liliovité (Anthericum liliago), třemdavy bílé (Dictamnus albus) a lilie zlatohlavé (Lilium martagon).

### Mykoflóra
Nalézají se zde i vzácné druhy hub. Z vřeckovýtrusných hub zde roste káčovka ploská (Biscogniauxia simplicior) rostoucí pouze na odumřelých větvích řešetláku. Ze stopkovýtrusných hub zde můžeme naleznout lesklokorku jehličnanovou (Ganoderma carnosum), bělochoroš Kmeťův (Tyromyces kmetii) a z břichatek hvězdovku Pouzarovu (Geastrum pouzarii) a mnohokrčku dírkovanou (Myriostoma coliforme).

### Fauna
Z bezobratlých živočichů zde můžeme nalézt stepní plže zrnovky žabernaté (Pupilla sterrii), plže vřetenatky obecné (Balea biplicata) a vřetenatky lesklé (Bulgarica nitidosa). Z hmyzu se zde vyskytuje mnoho teplomilných druhů. Mezi nevýznamnější patří otakárek fenyklový (Papilio machaon) a otakárek ovocný (Iphiclides podalirius), dále saranče modrokřídlá (Oedipoda caerulescens) a mezi pavoukovci stepník rudý (Eresus kollari Rossi).
Z plazů se zde může vyskytovat ještěrka zelená (Lacerta viridis), která má v Česku svou největší lokalitu v údolích řeky Berounky mezi Křivoklátem a Nezabudicemi.
Z ptáků zde hnízdí výr velký (Bubo bubo), který je na zdejším území ohrožený, a poštolka obecná (Falco tinnunculus). V minulosti zde bylo také hnízdiště sokola stěhovavého (Falco peregrinus).
Silné ohrožení je u ještěrky obecné (Lacerta agilis), mloka skvrnitého (Salamandra salamandra), slepýše křehkého (Anguis fragilis), užovky podplamaté (Natrix tessellata) a užovky hladké (Coronella austriaca).

## Ochrana území
V současné době je přírodní rezervace bez ohrožení. Oblast slouží především pro výzkumné a studijní účely – je zde zanechán přirozený vývoj bez zásahu člověka. Zájmem je ochrana geologického fenoménu, proterozoického spilitu. Současný plán péče navazuje na ten původní, který byl sepsán pro období 1995 – 2004. Stávajícím cílem ochranné péče PR je dlouhodobé zachovávání původního stavu a přirozeného vývoje společenstev.
Na Čertově skále se smí se souhlasem Správy CHKO Křivoklátsko obdobně jako na jiných územích CHKO Křivoklátska provozovat horolezectví, které je však kvůli ochraně přírody omezeno na období mezi 1. květnem a 31. prosincem.